# ATP-touren 2023
ATP-touren 2023 var en serie om 68 tennisturneringar för professionella manliga tennisspelare som spelades under 2023, och där resultaten ligger till grund för en rankning.

## Schema
Detta är en komplett lista över tävlingar under säsongen 2023.
| Grand Slam       |
| ATP Finals       |
| ATP Masters 1000 |
| ATP 500          |
| ATP 250          |
| Lagtävlingar     |

### Januari
| Startdatum | Turnering | Mästare | Tvåa | Semifinalister                         | Kvartsfinalister                                                          |
| ---------- | --- | --- | --- | -------------------------------------- | ------------------------------------------------------------------------- |
| 2 januari  | United Cup Brisbane/Perth/Sydney, Australien United Cup 7 500 000 $ – Hard court – 18 lag | USA 4–0 | Italien | Polen Grekland                         |                                                                           |
| 2 januari  | Adelaide International 1 Adelaide, Australien ATP 250 642 735 $ – Hard court – 32S/16Q/24D Singel – Dubbel | Novak Djokovic 6–7(8–10), 7–6(7–3), 6–4 | Sebastian Korda | Daniil Medvedev Yoshihito Nishioka     | Denis Shapovalov Karen Khachanov Jannik Sinner Alexei Popyrin             |
| 2 januari  | Adelaide International 1 Adelaide, Australien ATP 250 642 735 $ – Hard court – 32S/16Q/24D Singel – Dubbel | Lloyd Glasspool Harri Heliövaara 6–3, 7–6(7–3) | Jamie Murray Michael Venus | Daniil Medvedev Yoshihito Nishioka     | Denis Shapovalov Karen Khachanov Jannik Sinner Alexei Popyrin             |
| 2 januari  | Maharashtra Open Pune, Indien ATP 250 713 495 $ – Hard court – 28S/16Q/16D Singel – Dubbel | Tallon Griekspoor 4–6, 7–5, 6–3 | Benjamin Bonzi | Aslan Karatsev Botic van de Zandschulp | Marin Čilić Pedro Martínez Filip Krajinović Maximilian Marterer           |
| 2 januari  | Maharashtra Open Pune, Indien ATP 250 713 495 $ – Hard court – 28S/16Q/16D Singel – Dubbel | Sander Gillé Joran Vliegen 6–4, 6–4 | Sriram Balaji Jeevan Nedunchezhiyan | Aslan Karatsev Botic van de Zandschulp | Marin Čilić Pedro Martínez Filip Krajinović Maximilian Marterer           |
| 9 januari  | Adelaide International 2 Adelaide, Australien ATP 250 642 735 $ – Hard court – 28S/16Q/24D Singel – Dubbel | Kwon Soon-woo 6–4, 3–6, 7–6(7–4) | Roberto Bautista Agut | Thanasi Kokkinakis Jack Draper         | Miomir Kecmanović Alejandro Davidovich Fokina Karen Khachanov Mikael Ymer |
| 9 januari  | Adelaide International 2 Adelaide, Australien ATP 250 642 735 $ – Hard court – 28S/16Q/24D Singel – Dubbel | Marcelo Arévalo Jean-Julien Rojer Walkover | Ivan Dodig Austin Krajicek | Thanasi Kokkinakis Jack Draper         | Miomir Kecmanović Alejandro Davidovich Fokina Karen Khachanov Mikael Ymer |
| 9 januari  | Auckland Open Auckland, Nya Zeeland ATP 250 713 495 $ – Hard court – 28S/16Q/16D Singel – Dubbel | Richard Gasquet 4–6, 6–4, 6–4 | Cameron Norrie | Constant Lestienne Jenson Brooksby     | Laslo Đere David Goffin Quentin Halys Marcos Giron                        |
| 9 januari  | Auckland Open Auckland, Nya Zeeland ATP 250 713 495 $ – Hard court – 28S/16Q/16D Singel – Dubbel | Nikola Mektić Mate Pavić 6–4, 6–7(5–7), [10–6] | Nathaniel Lammons Jackson Withrow | Constant Lestienne Jenson Brooksby     | Laslo Đere David Goffin Quentin Halys Marcos Giron                        |
| 16 januari | Australiska öppna Melbourne, Australien Grand Slam – Hard court – 128S/128Q/64D/32X Singel – Dubbel – Mixed | Novak Djokovic 6–3, 7–6(7–4), 7–6(7–5) | Stefanos Tsitsipas | Karen Khachanov Tommy Paul             | Sebastian Korda Jiří Lehečka Andrej Rubljov Ben Shelton                   |
| 16 januari | Australiska öppna Melbourne, Australien Grand Slam – Hard court – 128S/128Q/64D/32X Singel – Dubbel – Mixed | Rinky Hijikata Jason Kubler 6–4, 7–6(7–4) | Hugo Nys Jan Zielinski | Karen Khachanov Tommy Paul             | Sebastian Korda Jiří Lehečka Andrej Rubljov Ben Shelton                   |
| 16 januari | Australiska öppna Melbourne, Australien Grand Slam – Hard court – 128S/128Q/64D/32X Singel – Dubbel – Mixed | Luisa Stefani Rafael Matos 7–6(7–2), 6–2 | Sania Mirza Rohan Bopanna | Karen Khachanov Tommy Paul             | Sebastian Korda Jiří Lehečka Andrej Rubljov Ben Shelton                   |
| 30 januari | Kvalomgången vid Davis Cup Rijeka, Kroatien – Hard court (i) Tatabánya, Ungern – Hard court (i) Tasjkent, Uzbekistan – Hard court (i) Trier, Tyskland – Hard court (i) Cota, Colombia – Grus (i) Oslo, Norge – Hard court (i) La Serena, Chile – Grus Seoul, Sydkorea – Hard court (i) Stockholm, Sverige – Hard court (i) Groningen, Nederländerna – Hard court (i) Esbo, Finland – Hard court (i) Maia, Portugal – Grus (i) | Vinnare i kvalomgången · Kroatien 3–1 · Frankrike 3–2 · USA 4–0 · Schweiz 3–2 · Storbritannien 3–1 · Serbien 4–0 · Chile 3–1 · Sydkorea 3–2 · Sverige 3–1 · Nederländerna 4–0 · Finland 3–1 · Tjeckien 3–1 | Förlorare i kvalomgången · Österrike · Ungern · Uzbekistan · Tyskland · Colombia · Norge · Kazakstan · Belgien · Bosnien och Hercegovina · Slovakien · Argentina · Portugal |                                        |                                                                           |

### Februari
| Startdatum  | Turnering | Mästare                                                        | Tvåa                                       | Semifinalister                              | Kvartsfinalister                                                                  |
| ----------- | --- | -------------------------------------------------------------- | ------------------------------------------ | ------------------------------------------- | --------------------------------------------------------------------------------- |
| 6 februari  | Córdoba Open Córdoba, Argentina ATP 250 713 495 $ – Grus (Röd) – 28S/16Q/16D Singel – Dubbel                           | Sebastián Báez 6–1, 3–6, 6–3                                   | Federico Coria                             | Hugo Dellien Albert Ramos Viñolas           | Juan Manuel Cerúndolo Tomás Barrios Vera João Sousa Francisco Cerúndolo           |
| 6 februari  | Córdoba Open Córdoba, Argentina ATP 250 713 495 $ – Grus (Röd) – 28S/16Q/16D Singel – Dubbel                           | Máximo González Andrés Molteni 6–4, 6–4                        | Sadio Doumbia Fabien Reboul                | Hugo Dellien Albert Ramos Viñolas           | Juan Manuel Cerúndolo Tomás Barrios Vera João Sousa Francisco Cerúndolo           |
| 6 februari  | Open Sud de France Montpellier, Frankrike ATP 250 630 705 € – Hard court (i) – 28S/16Q/16D Singel – Dubbel             | Jannik Sinner 7–6(7–3), 6–3                                    | Maxime Cressy                              | Holger Rune Arthur Fils                     | Grégoire Barrère Borna Ćorić Quentin Halys Lorenzo Sonego                         |
| 6 februari  | Open Sud de France Montpellier, Frankrike ATP 250 630 705 € – Hard court (i) – 28S/16Q/16D Singel – Dubbel             | Robin Haase Matwé Middelkoop 7–6(7–4), 4–6, [10–6]             | Maxime Cressy Albano Olivetti              | Holger Rune Arthur Fils                     | Grégoire Barrère Borna Ćorić Quentin Halys Lorenzo Sonego                         |
| 6 februari  | Dallas Open Dallas, USA ATP 250 822 175 $ – Hard court (i) – 28S/16Q/16D Singel – Dubbel                               | Wu Yibing 6–7(4–7), 7–6(7–3), 7–6(14–12)                       | John Isner                                 | Taylor Fritz J. J. Wolf                     | Marcos Giron Adrian Mannarino Emilio Gómez Frances Tiafoe                         |
| 6 februari  | Dallas Open Dallas, USA ATP 250 822 175 $ – Hard court (i) – 28S/16Q/16D Singel – Dubbel                               | Jamie Murray Michael Venus 1–6, 7–6(7–4), [10–7]               | Nathaniel Lammons Jackson Withrow          | Taylor Fritz J. J. Wolf                     | Marcos Giron Adrian Mannarino Emilio Gómez Frances Tiafoe                         |
| 13 februari | Rotterdam Open Rotterdam, Nederländerna ATP 500 2 224 460 € – Hard court (i) – 32S/16Q/16D Singel – Dubbel             | Daniil Medvedev 5–7, 6–2, 6–2                                  | Jannik Sinner                              | Tallon Griekspoor Grigor Dimitrov           | Stan Wawrinka Gijs Brouwer Félix Auger-Aliassime Alex de Minaur                   |
| 13 februari | Rotterdam Open Rotterdam, Nederländerna ATP 500 2 224 460 € – Hard court (i) – 32S/16Q/16D Singel – Dubbel             | Ivan Dodig Austin Krajicek 7–6(7–5), 2–6, [12–10]              | Rohan Bopanna Matthew Ebden                | Tallon Griekspoor Grigor Dimitrov           | Stan Wawrinka Gijs Brouwer Félix Auger-Aliassime Alex de Minaur                   |
| 13 februari | Argentina Open Buenos Aires, Argentina ATP 250 711 600 $ – Grus (Röd) – 28S/16Q/16D Singel – Dubbel                    | Carlos Alcaraz 6–3, 7–5                                        | Cameron Norrie                             | Bernabé Zapata Miralles Juan Pablo Varillas | Dušan Lajović Francisco Cerúndolo Lorenzo Musetti Tomás Martín Etcheverry         |
| 13 februari | Argentina Open Buenos Aires, Argentina ATP 250 711 600 $ – Grus (Röd) – 28S/16Q/16D Singel – Dubbel                    | Simone Bolelli Fabio Fognini 6–2, 6–4                          | Nicolás Barrientos Ariel Behar             | Bernabé Zapata Miralles Juan Pablo Varillas | Dušan Lajović Francisco Cerúndolo Lorenzo Musetti Tomás Martín Etcheverry         |
| 13 februari | Delray Beach Open Delray Beach, USA ATP 250 718 245 $ – Hard court – 28S/16Q/16D Singel – Dubbel                       | Taylor Fritz 6–0, 5–7, 6–2                                     | Miomir Kecmanović                          | Mackenzie McDonald Radu Albot               | Adrian Mannarino Michael Mmoh Marcos Giron Tommy Paul                             |
| 13 februari | Delray Beach Open Delray Beach, USA ATP 250 718 245 $ – Hard court – 28S/16Q/16D Singel – Dubbel                       | Marcelo Arévalo Jean-Julien Rojer 6–3, 6–4                     | Rinky Hijikata Reese Stalder               | Mackenzie McDonald Radu Albot               | Adrian Mannarino Michael Mmoh Marcos Giron Tommy Paul                             |
| 20 Feb      | Rio Open Rio de Janeiro, Brasilien ATP Tour 500 2 013 940 $ – Grus (Röd) – 32S/16Q/16D Singel – Dubbel                 | Cameron Norrie 5–7, 6–4, 7–5                                   | Carlos Alcaraz                             | Nicolás Jarry Bernabé Zapata Miralles       | Dušan Lajović Sebastián Báez Albert Ramos Viñolas Hugo Dellien                    |
| 20 Feb      | Rio Open Rio de Janeiro, Brasilien ATP Tour 500 2 013 940 $ – Grus (Röd) – 32S/16Q/16D Singel – Dubbel                 | Máximo González Andrés Molteni 6–1, 7–6(7–3)                   | Juan Sebastián Cabal Marcelo Melo          | Nicolás Jarry Bernabé Zapata Miralles       | Dušan Lajović Sebastián Báez Albert Ramos Viñolas Hugo Dellien                    |
| 20 Feb      | Open 13 Marseille, Frankrike ATP 250 707 510 € – Hard court (i) – 28S/16Q/16D Singel – Dubbel                          | Hubert Hurkacz 6–3, 7–6(7–4)                                   | Benjamin Bonzi                             | Alexander Bublik Arthur Fils                | Mikael Ymer Grigor Dimitrov Alex de Minaur Stan Wawrinka                          |
| 20 Feb      | Open 13 Marseille, Frankrike ATP 250 707 510 € – Hard court (i) – 28S/16Q/16D Singel – Dubbel                          | Santiago González Édouard Roger-Vasselin 4–6, 7–6(7–4), [10–7] | Nicolas Mahut Fabrice Martin               | Alexander Bublik Arthur Fils                | Mikael Ymer Grigor Dimitrov Alex de Minaur Stan Wawrinka                          |
| 20 Feb      | Qatar Open Doha, Qatar ATP 250 1 377 025 $ – Hard court – 28S/16Q/16D Singel – Dubbel                                  | Daniil Medvedev 6–4, 6–4                                       | Andy Murray                                | Jiří Lehečka Félix Auger-Aliassime          | Andrej Rubljov Alexandre Müller Christopher O'Connell Alejandro Davidovich Fokina |
| 20 Feb      | Qatar Open Doha, Qatar ATP 250 1 377 025 $ – Hard court – 28S/16Q/16D Singel – Dubbel                                  | Rohan Bopanna Matthew Ebden 6–7(5–7), 6–4, [10–6]              | Constant Lestienne Botic van de Zandschulp | Jiří Lehečka Félix Auger-Aliassime          | Andrej Rubljov Alexandre Müller Christopher O'Connell Alejandro Davidovich Fokina |
| 27 februari | Mexican Open Acapulco, Mexiko ATP 500 2 013 940 $ – Hard court – 32S/16Q/16D Singel – Dubbel                           | Alex de Minaur 3–6, 6–4, 6–1                                   | Tommy Paul                                 | Taylor Fritz Holger Rune                    | Mackenzie McDonald Frances Tiafoe Matteo Berrettini Taro Daniel                   |
| 27 februari | Mexican Open Acapulco, Mexiko ATP 500 2 013 940 $ – Hard court – 32S/16Q/16D Singel – Dubbel                           | Alexander Erler Lucas Miedler 7–6(11–9), 7–6(7–3)              | Nathaniel Lammons Jackson Withrow          | Taylor Fritz Holger Rune                    | Mackenzie McDonald Frances Tiafoe Matteo Berrettini Taro Daniel                   |
| 27 februari | Dubai Tennis Championships Dubai, Förenade arabemiraten ATP 500 2 855 495 $ – Hard court – 32S/16Q/16D Singel – Dubbel | Daniil Medvedev 6–2, 6–2                                       | Andrej Rubljov                             | Novak Djokovic Alexander Zverev             | Hubert Hurkacz Borna Ćorić Lorenzo Sonego Botic van de Zandschulp                 |
| 27 februari | Dubai Tennis Championships Dubai, Förenade arabemiraten ATP 500 2 855 495 $ – Hard court – 32S/16Q/16D Singel – Dubbel | Maxime Cressy Fabrice Martin 7–6(7–2), 6–4                     | Lloyd Glasspool Harri Heliövaara           | Novak Djokovic Alexander Zverev             | Hubert Hurkacz Borna Ćorić Lorenzo Sonego Botic van de Zandschulp                 |
| 27 februari | Chile Open Santiago, Chile ATP 250 642 735 $ – Grus (Röd) – 28S/16Q/16D Singel – Dubbel                                | Nicolás Jarry 6–7(5–7), 7–6(7–5), 6–2                          | Tomás Martín Etcheverry                    | Jaume Munar Sebastián Báez                  | Thiago Monteiro Yannick Hanfmann Laslo Đere Dušan Lajović                         |
| 27 februari | Chile Open Santiago, Chile ATP 250 642 735 $ – Grus (Röd) – 28S/16Q/16D Singel – Dubbel                                | Andrea Pellegrino Andrea Vavassori 6–4, 3–6, [12–10]           | Thiago Seyboth Wild Matías Soto            | Jaume Munar Sebastián Báez                  | Thiago Monteiro Yannick Hanfmann Laslo Đere Dušan Lajović                         |

### Mars
| Startdatum      | Turnering | Mästare                                                | Tvåa                          | Semifinalister                 | Kvartsfinalister                                                              |
| --------------- | --- | ------------------------------------------------------ | ----------------------------- | ------------------------------ | ----------------------------------------------------------------------------- |
| 6 mars 13 mars  | Indian Wells Masters Indian Wells, USA ATP Masters 1000 Hard court – $8 800 000 $ – 96S/48Q/32D Singel – Dubbel | Carlos Alcaraz 6–3, 6–2                                | Daniil Medvedev               | Jannik Sinner Frances Tiafoe   | Félix Auger-Aliassime Taylor Fritz Alejandro Davidovich Fokina Cameron Norrie |
| 6 mars 13 mars  | Indian Wells Masters Indian Wells, USA ATP Masters 1000 Hard court – $8 800 000 $ – 96S/48Q/32D Singel – Dubbel | Rohan Bopanna Matthew Ebden 6–3, 2–6, [10–8]           | Wesley Koolhof Neal Skupski   | Jannik Sinner Frances Tiafoe   | Félix Auger-Aliassime Taylor Fritz Alejandro Davidovich Fokina Cameron Norrie |
| 20 mars 27 mars | Miami Open Miami Gardens, USA ATP Masters 1000 Hard court – 8 800 000 $ – 96S/48Q/32D Singel – Dubbel           | Daniil Medvedev 7–5, 6–3                               | Jannik Sinner                 | Carlos Alcaraz Karen Khachanov | Taylor Fritz Emil Ruusuvuori Christopher Eubanks Francisco Cerúndolo          |
| 20 mars 27 mars | Miami Open Miami Gardens, USA ATP Masters 1000 Hard court – 8 800 000 $ – 96S/48Q/32D Singel – Dubbel           | Santiago González Édouard Roger-Vasselin 7–6(7–4), 7–5 | Austin Krajicek Nicolas Mahut | Carlos Alcaraz Karen Khachanov | Taylor Fritz Emil Ruusuvuori Christopher Eubanks Francisco Cerúndolo          |

### April
| Startdatum     | Turnering | Mästare                                               | Tvåa                                  | Semifinalister                     | Kvartsfinalister                                                                 |
| -------------- | --- | ----------------------------------------------------- | ------------------------------------- | ---------------------------------- | -------------------------------------------------------------------------------- |
| 3 april        | U.S. Men's Clay Court Championships Houston, USA ATP 250 Grus (rödbrun) – 642 735 $ – 28S/16Q/16D Singel – Dubbel            | Frances Tiafoe 7–6(7–1), 7–6(8–6)                     | Tomás Martín Etcheverry               | Gijs Brouwer Yannick Hanfmann      | Jason Kubler J. J. Wolf Cristian Garín Tomáš Macháč                              |
| 3 april        | U.S. Men's Clay Court Championships Houston, USA ATP 250 Grus (rödbrun) – 642 735 $ – 28S/16Q/16D Singel – Dubbel            | Max Purcell Jordan Thompson 4–6, 6–4, [10–5]          | Julian Cash Henry Patten              | Gijs Brouwer Yannick Hanfmann      | Jason Kubler J. J. Wolf Cristian Garín Tomáš Macháč                              |
| 3 april        | Grand Prix Hassan II Marrakesh, Marocko ATP 250 Grus (röd) – 562 815 € – 28S/16Q/16D Singel – Dubbel                         | Roberto Carballés Baena 4–6, 7–6(7–3), 6–2            | Alexandre Müller                      | Pavel Kotov Dan Evans              | Lorenzo Musetti Christopher O'Connell Tallon Griekspoor Andrea Vavassori         |
| 3 april        | Grand Prix Hassan II Marrakesh, Marocko ATP 250 Grus (röd) – 562 815 € – 28S/16Q/16D Singel – Dubbel                         | Marcelo Demoliner Andrea Vavassori 6–4, 3–6, [12–10]  | Alexander Erler Lucas Miedler         | Pavel Kotov Dan Evans              | Lorenzo Musetti Christopher O'Connell Tallon Griekspoor Andrea Vavassori         |
| 3 april        | Estoril Open Cascais, Portugal ATP 250 Grus (röd) – 562 815 € – 28S/16Q/16D Singel – Dubbel                                  | Casper Ruud 6–2, 7–6(7–3)                             | Miomir Kecmanović                     | Quentin Halys Marco Cecchinato     | Sebastián Báez Dominic Thiem Alejandro Davidovich Fokina Bernabé Zapata Miralles |
| 3 april        | Estoril Open Cascais, Portugal ATP 250 Grus (röd) – 562 815 € – 28S/16Q/16D Singel – Dubbel                                  | Sander Gillé Joran Vliegen 6–3, 6–4                   | Nikola Ćaćić Miomir Kecmanović        | Quentin Halys Marco Cecchinato     | Sebastián Báez Dominic Thiem Alejandro Davidovich Fokina Bernabé Zapata Miralles |
| 10 april       | Monte-Carlo Masters Roquebrune-Cap-Martin, Frankrike ATP Masters 1000 Grus (röd) – 5 779 335 € – 56S/28Q/28D Singel – Dubbel | Andrej Rubljov 5–7, 6–2, 7–5                          | Holger Rune                           | Jannik Sinner Taylor Fritz         | Lorenzo Musetti Daniil Medvedev Jan-Lennard Struff Stefanos Tsitsipas            |
| 10 april       | Monte-Carlo Masters Roquebrune-Cap-Martin, Frankrike ATP Masters 1000 Grus (röd) – 5 779 335 € – 56S/28Q/28D Singel – Dubbel | Ivan Dodig Austin Krajicek 6–0, 4–6, [14–12]          | Romain Arneodo Sam Weissborn          | Jannik Sinner Taylor Fritz         | Lorenzo Musetti Daniil Medvedev Jan-Lennard Struff Stefanos Tsitsipas            |
| 17 april       | Barcelona Open Barcelona, Spanien ATP 500 Grus (röd) – 2 722 480 € – 48S/24Q/16D Singel – Dubbel                             | Carlos Alcaraz 6–3, 6–4                               | Stefanos Tsitsipas                    | Dan Evans Lorenzo Musetti          | Alejandro Davidovich Fokina Francisco Cerúndolo Jannik Sinner Alex de Minaur     |
| 17 april       | Barcelona Open Barcelona, Spanien ATP 500 Grus (röd) – 2 722 480 € – 48S/24Q/16D Singel – Dubbel                             | Máximo González Andrés Molteni 6–3, 6–7(8–10), [10–4] | Wesley Koolhof Neal Skupski           | Dan Evans Lorenzo Musetti          | Alejandro Davidovich Fokina Francisco Cerúndolo Jannik Sinner Alex de Minaur     |
| 17 april       | BMW Open München, Tyskland ATP 250 Grus (röd) – 562 815 € – 28S/16Q/16D Singel – Dubbel                                      | Holger Rune 6–4, 1–6, 7–6(7–3)                        | Botic van de Zandschulp               | Christopher O'Connell Taylor Fritz | Cristian Garín Flavio Cobolli Marcos Giron Dominic Thiem                         |
| 17 april       | BMW Open München, Tyskland ATP 250 Grus (röd) – 562 815 € – 28S/16Q/16D Singel – Dubbel                                      | Alexander Erler Lucas Miedler 6–3, 6–4                | Kevin Krawietz Tim Pütz               | Christopher O'Connell Taylor Fritz | Cristian Garín Flavio Cobolli Marcos Giron Dominic Thiem                         |
| 17 april       | Srpska Open Banja Luka, Bosnien och Hercegovina ATP 250 Grus (röd) – 562 815 € – 28S/16Q/16D Singel – Dubbel                 | Dušan Lajović 6–3, 4–6, 6–4                           | Andrej Rubljov                        | Miomir Kecmanović Alex Molčan      | Novak Djokovic Jiří Lehečka Laslo Djere Damir Džumhur                            |
| 17 april       | Srpska Open Banja Luka, Bosnien och Hercegovina ATP 250 Grus (röd) – 562 815 € – 28S/16Q/16D Singel – Dubbel                 | Jamie Murray Michael Venus 7–5, 6–2                   | Francisco Cabral Aleksandr Nedovyesov | Miomir Kecmanović Alex Molčan      | Novak Djokovic Jiří Lehečka Laslo Djere Damir Džumhur                            |
| 24 april 1 maj | Madrid Open Madrid, Spanien ATP Masters 1000 Grus (röd) – 7 705 780 € – 96S/48Q/32D Singel – Dubbel                          | Carlos Alcaraz 6–4, 3–6, 6–3                          | Jan-Lennard Struff                    | Borna Ćorić Aslan Karatsev         | Karen Khachanov Daniel Altmaier Stefanos Tsitsipas Zhang Zhizhen                 |
| 24 april 1 maj | Madrid Open Madrid, Spanien ATP Masters 1000 Grus (röd) – 7 705 780 € – 96S/48Q/32D Singel – Dubbel                          | Karen Khachanov Andrej Rubljov 6–3, 3–6, [10–3]       | Rohan Bopanna Matthew Ebden           | Borna Ćorić Aslan Karatsev         | Karen Khachanov Daniel Altmaier Stefanos Tsitsipas Zhang Zhizhen                 |

### Maj
| Startdatum    | Turnering | Mästare                                       | Tvåa                                | Semifinalister                   | Kvartsfinalister                                                       |
| ------------- | --- | --------------------------------------------- | ----------------------------------- | -------------------------------- | ---------------------------------------------------------------------- |
| 8 maj 15 maj  | Italian Open Rom, Italien ATP Masters 1000 Grus (röd) – 7 705 780 € – 96S/48Q/32D Singel – Dubbel             | Daniil Medvedev 7–5, 7–5                      | Holger Rune                         | Casper Ruud Stefanos Tsitsipas   | Novak Djokovic Francisco Cerúndolo Yannick Hanfmann Borna Ćorić        |
| 8 maj 15 maj  | Italian Open Rom, Italien ATP Masters 1000 Grus (röd) – 7 705 780 € – 96S/48Q/32D Singel – Dubbel             | Hugo Nys Jan Zieliński 7–5, 6–1               | Robin Haase Botic van de Zandschulp | Casper Ruud Stefanos Tsitsipas   | Novak Djokovic Francisco Cerúndolo Yannick Hanfmann Borna Ćorić        |
| 22 maj        | Geneva Open Genève, Schweiz ATP 250 Grus (röd) – 562 815 € –28S/16Q/16D Singel – Dubbel                       | Nicolás Jarry 7–6(7–1), 6–1                   | Grigor Dimitrov                     | Alexander Zverev Taylor Fritz    | Casper Ruud Wu Yibing Christopher O'Connell Ilja Ivasjka               |
| 22 maj        | Geneva Open Genève, Schweiz ATP 250 Grus (röd) – 562 815 € –28S/16Q/16D Singel – Dubbel                       | Jamie Murray Michael Venus 7–6(8–6), 7–6(7–3) | Marcel Granollers Horacio Zeballos  | Alexander Zverev Taylor Fritz    | Casper Ruud Wu Yibing Christopher O'Connell Ilja Ivasjka               |
| 22 maj        | Lyon Open Lyon, Frankrike ATP 250 Grus (röd) – 562 815 € – 28S/16Q/16D Singel – Dubbel                        | Arthur Fils 6–3, 7–5                          | Francisco Cerúndolo                 | Brandon Nakashima Cameron Norrie | Félix Auger-Aliassime Tommy Paul Jack Draper Sebastián Báez            |
| 22 maj        | Lyon Open Lyon, Frankrike ATP 250 Grus (röd) – 562 815 € – 28S/16Q/16D Singel – Dubbel                        | Rajeev Ram Joe Salisbury 6–0, 6–3             | Nicolas Mahut Matwé Middelkoop      | Brandon Nakashima Cameron Norrie | Félix Auger-Aliassime Tommy Paul Jack Draper Sebastián Báez            |
| 29 maj 5 juni | Franska öppna Paris, Frankrike Grand Slam Grus (röd) – 23 115 000 € 128S/128Q/64D/32X Singel – Dubbel – Mixed | Novak Djokovic 7–6(7–1), 6–3, 7–5             | Casper Ruud                         | Carlos Alcaraz Alexander Zverev  | Stefanos Tsitsipas Karen Khachanov Holger Rune Tomás Martín Etcheverry |
| 29 maj 5 juni | Franska öppna Paris, Frankrike Grand Slam Grus (röd) – 23 115 000 € 128S/128Q/64D/32X Singel – Dubbel – Mixed | Ivan Dodig Austin Krajicek 6–3, 6–1           | Sander Gillé Joran Vliegen          | Carlos Alcaraz Alexander Zverev  | Stefanos Tsitsipas Karen Khachanov Holger Rune Tomás Martín Etcheverry |
| 29 maj 5 juni | Franska öppna Paris, Frankrike Grand Slam Grus (röd) – 23 115 000 € 128S/128Q/64D/32X Singel – Dubbel – Mixed | Miyu Kato Tim Pütz 4–6, 6–4, [10–6]           | Bianca Andreescu Michael Venus      | Carlos Alcaraz Alexander Zverev  | Stefanos Tsitsipas Karen Khachanov Holger Rune Tomás Martín Etcheverry |

### Juni
| Startdatum | Turnering | Mästare                                          | Tvåa                                 | Semifinalister                         | Kvartsfinalister                                                   |
| ---------- | --- | ------------------------------------------------ | ------------------------------------ | -------------------------------------- | ------------------------------------------------------------------ |
| 12 juni    | Stuttgart Open Stuttgart, Tyskland ATP 250 Gräs – 718 410 € – 28S/16Q/16D Singel – Dubbel                                 | Frances Tiafoe 4–6, 7–6(7–1), 7–6(10–8)          | Jan-Lennard Struff                   | Hubert Hurkacz Márton Fucsovics        | Richard Gasquet Christopher O'Connell Lorenzo Musetti Taylor Fritz |
| 12 juni    | Stuttgart Open Stuttgart, Tyskland ATP 250 Gräs – 718 410 € – 28S/16Q/16D Singel – Dubbel                                 | Nikola Mektić Mate Pavić 7–6(7–2), 6–3           | Kevin Krawietz Tim Pütz              | Hubert Hurkacz Márton Fucsovics        | Richard Gasquet Christopher O'Connell Lorenzo Musetti Taylor Fritz |
| 12 juni    | Rosmalen Grass Court Championships 's-Hertogenbosch, Nederländerna ATP 250 Gräs – 673 630 € – 28S/16Q/16D Singel – Dubbel | Tallon Griekspoor 6–7(4–7), 7–6(7–3), 6–3        | Jordan Thompson                      | Rinky Hijikata Emil Ruusuvuori         | Adrian Mannarino Mackenzie McDonald Alex de Minaur Jannik Sinner   |
| 12 juni    | Rosmalen Grass Court Championships 's-Hertogenbosch, Nederländerna ATP 250 Gräs – 673 630 € – 28S/16Q/16D Singel – Dubbel | Wesley Koolhof Neal Skupski 7–6(7–1), 6–2        | Gonzalo Escobar Aleksandr Nedovyesov | Rinky Hijikata Emil Ruusuvuori         | Adrian Mannarino Mackenzie McDonald Alex de Minaur Jannik Sinner   |
| 19 juni    | Halle Open Halle, Tyskland ATP 500 Gräs – 2 195 175 € – 32S/16Q/16D Singel – Dubbel                                       | Alexander Bublik 6–3, 3–6, 6–3                   | Andrej Rubljov                       | Roberto Bautista Agut Alexander Zverev | Daniil Medvedev Tallon Griekspoor Jannik Sinner Nicolás Jarry      |
| 19 juni    | Halle Open Halle, Tyskland ATP 500 Gräs – 2 195 175 € – 32S/16Q/16D Singel – Dubbel                                       | Marcelo Melo John Peers 7–6(7–3), 3–6, [10–6]    | Simone Bolelli Andrea Vavassori      | Roberto Bautista Agut Alexander Zverev | Daniil Medvedev Tallon Griekspoor Jannik Sinner Nicolás Jarry      |
| 19 juni    | Queen's Club Championships London, Storbritannien ATP 500 Gräs – 2 195 175 € – 32S/16Q/16D Singel – Dubbel                | Carlos Alcaraz 6–4, 6–4                          | Alex de Minaur                       | Sebastian Korda Holger Rune            | Grigor Dimitrov Cameron Norrie Adrian Mannarino Lorenzo Musetti    |
| 19 juni    | Queen's Club Championships London, Storbritannien ATP 500 Gräs – 2 195 175 € – 32S/16Q/16D Singel – Dubbel                | Ivan Dodig Austin Krajicek 6–4, 6–7(5–7), [10–3] | Taylor Fritz Jiří Lehečka            | Sebastian Korda Holger Rune            | Grigor Dimitrov Cameron Norrie Adrian Mannarino Lorenzo Musetti    |
| 26 juni    | Mallorca Championships Santa Ponsa, Spanien ATP 250 Gräs – 915 630 € – 28S/16Q/16D Singel – Dubbel                        | Christopher Eubanks 6–1, 6–4                     | Adrian Mannarino                     | Yannick Hanfmann Lloyd Harris          | Feliciano López Corentin Moutet Arthur Rinderknech Pavel Kotov     |
| 26 juni    | Mallorca Championships Santa Ponsa, Spanien ATP 250 Gräs – 915 630 € – 28S/16Q/16D Singel – Dubbel                        | Yuki Bhambri Lloyd Harris 6–3, 6–4               | Robin Haase Philipp Oswald           | Yannick Hanfmann Lloyd Harris          | Feliciano López Corentin Moutet Arthur Rinderknech Pavel Kotov     |
| 26 juni    | Eastbourne International Eastbourne, Storbritannien ATP 250 Gräs – 723 655 € – 28S/16Q/16D Singel – Dubbel                | Francisco Cerúndolo 6–4, 1–6, 6–4                | Tommy Paul                           | Mackenzie McDonald Grégoire Barrère    | Mikael Ymer Zhang Zhizhen Miomir Kecmanović J. J. Wolf             |
| 26 juni    | Eastbourne International Eastbourne, Storbritannien ATP 250 Gräs – 723 655 € – 28S/16Q/16D Singel – Dubbel                | Nikola Mektić Mate Pavić 6–4, 6–2                | Ivan Dodig Austin Krajicek           | Mackenzie McDonald Grégoire Barrère    | Mikael Ymer Zhang Zhizhen Miomir Kecmanović J. J. Wolf             |

### Juli
| Startdatum     | Turnering                                                                                                 | Mästare                                              | Tvåa                                 | Semifinalister                        | Kvartsfinalister                                                 |
| -------------- | --- | ---------------------------------------------------- | ------------------------------------ | ------------------------------------- | ---------------------------------------------------------------- |
| 3 juli 10 juli | Wimbledon London, Storbritannien Grand Slam Gräs – 20 747 000 £ 128S/128Q/64D/32X Singel – Dubbel – Mixed | Carlos Alcaraz 1–6, 7–6(8–6), 6–1, 3–6, 6–4          | Novak Djokovic                       | Daniil Medvedev Jannik Sinner         | Holger Rune Christopher Eubanks Roman Safiullin Andrej Rubljov   |
| 3 juli 10 juli | Wimbledon London, Storbritannien Grand Slam Gräs – 20 747 000 £ 128S/128Q/64D/32X Singel – Dubbel – Mixed | Wesley Koolhof Neal Skupski 6–4, 6–4                 | Marcel Granollers Horacio Zeballos   | Daniil Medvedev Jannik Sinner         | Holger Rune Christopher Eubanks Roman Safiullin Andrej Rubljov   |
| 3 juli 10 juli | Wimbledon London, Storbritannien Grand Slam Gräs – 20 747 000 £ 128S/128Q/64D/32X Singel – Dubbel – Mixed | Mate Pavić Lyudmyla Kichenok 6–4, 6–7(9–11), 6–3     | Joran Vliegen Xu Yifan               | Daniil Medvedev Jannik Sinner         | Holger Rune Christopher Eubanks Roman Safiullin Andrej Rubljov   |
| 17 juli        | Hopman Cup Nice, Frankrike ITF Mixed Teams Championships Grus (röd) – 6 lag (gruppspel)                   | Kroatien 2–0                                         | Schweiz                              | Gruppspel (Grupp 1) Danmark Frankrike | Gruppspel (Grupp 2) Belgien Spanien                              |
| 17 juli        | Hall of Fame Open Newport, USA ATP 250 Gräs – 642 735 $ – 28S/16Q/16D Singel – Dubbel                     | Adrian Mannarino 6–2, 6–4                            | Alex Michelsen                       | John Isner Ugo Humbert                | Tommy Paul Mackenzie McDonald Kevin Anderson Jordan Thompson     |
| 17 juli        | Hall of Fame Open Newport, USA ATP 250 Gräs – 642 735 $ – 28S/16Q/16D Singel – Dubbel                     | Nathaniel Lammons Jackson Withrow 6–3, 5–7, [10–5]   | William Blumberg Max Purcell         | John Isner Ugo Humbert                | Tommy Paul Mackenzie McDonald Kevin Anderson Jordan Thompson     |
| 17 juli        | Swedish Open Båstad, Sverige ATP 250 Grus (röd) – 562 815 € – 28S/16Q/16D Singel – Dubbel                 | Andrej Rubljov 7–6(7–3), 6–0                         | Casper Ruud                          | Lorenzo Musetti Francisco Cerúndolo   | Sebastian Ofner Filip Misolic Federico Coria Alexander Zverev    |
| 17 juli        | Swedish Open Båstad, Sverige ATP 250 Grus (röd) – 562 815 € – 28S/16Q/16D Singel – Dubbel                 | Gonzalo Escobar Aleksandr Nedovyesov 6–2, 6–2        | Francisco Cabral Rafael Matos        | Lorenzo Musetti Francisco Cerúndolo   | Sebastian Ofner Filip Misolic Federico Coria Alexander Zverev    |
| 17 juli        | Swiss Open Gstaad, Schweiz ATP 250 Grus (röd) – 562 815 € – 28S/16Q/16D Singel – Dubbel                   | Pedro Cachin 3–6, 6–0, 7–5                           | Albert Ramos Viñolas                 | Hamad Medjedovic Miomir Kecmanović    | Jaume Munar Yannick Hanfmann Juan Pablo Varillas Zizou Bergs     |
| 17 juli        | Swiss Open Gstaad, Schweiz ATP 250 Grus (röd) – 562 815 € – 28S/16Q/16D Singel – Dubbel                   | Dominic Stricker Stan Wawrinka 7–6(10–8), 6–2        | Marcelo Demoliner Matwé Middelkoop   | Hamad Medjedovic Miomir Kecmanović    | Jaume Munar Yannick Hanfmann Juan Pablo Varillas Zizou Bergs     |
| 24 juli        | Hamburg European Open Hamburg, Tyskland ATP 500 Grus (röd) – 1 831 515 € – 32S/16Q/16D Singel – Dubbel    | Alexander Zverev 7–5, 6–3                            | Laslo Djere                          | Arthur Fils Zhang Zhizhen             | Casper Ruud Luca Van Assche Lorenzo Musetti Daniel Altmaier      |
| 24 juli        | Hamburg European Open Hamburg, Tyskland ATP 500 Grus (röd) – 1 831 515 € – 32S/16Q/16D Singel – Dubbel    | Kevin Krawietz Tim Pütz 7–6(7–4), 6–3                | Sander Gillé Joran Vliegen           | Arthur Fils Zhang Zhizhen             | Casper Ruud Luca Van Assche Lorenzo Musetti Daniel Altmaier      |
| 24 juli        | Atlanta Open Atlanta, USA ATP 250 Hard court – 737 170 $ – 28S/16Q/16D Singel – Dubbel                    | Taylor Fritz 7–5, 6–7(5–7), 6–4                      | Aleksandar Vukic                     | J. J. Wolf Ugo Humbert                | Kei Nishikori Dominik Koepfer Christopher Eubanks Alex de Minaur |
| 24 juli        | Atlanta Open Atlanta, USA ATP 250 Hard court – 737 170 $ – 28S/16Q/16D Singel – Dubbel                    | Nathaniel Lammons Jackson Withrow 7–6(7–3), 7–6(7–4) | Max Purcell Jordan Thompson          | J. J. Wolf Ugo Humbert                | Kei Nishikori Dominik Koepfer Christopher Eubanks Alex de Minaur |
| 24 juli        | Croatia Open Umag, Kroatien ATP 250 Grus (röd) – 562 815 € – 28S/16Q/16D Singel – Dubbel                  | Alexei Popyrin 6–7(5–7), 6–3, 6–4                    | Stan Wawrinka                        | Matteo Arnaldi Lorenzo Sonego         | Jiří Lehečka Dino Prižmić Roberto Carballés Baena Jaume Munar    |
| 24 juli        | Croatia Open Umag, Kroatien ATP 250 Grus (röd) – 562 815 € – 28S/16Q/16D Singel – Dubbel                  | Blaž Rola Nino Serdarušić 4–6, 7–6(7–2), [15–13]     | Simone Bolelli Andrea Vavassori      | Matteo Arnaldi Lorenzo Sonego         | Jiří Lehečka Dino Prižmić Roberto Carballés Baena Jaume Munar    |
| 31 juli        | Washington Open Washington, USA ATP 500 Hard court – 2 013 940 $ – 48S/24Q/16D Singel – Dubbel            | Dan Evans 7–5, 6–3                                   | Tallon Griekspoor                    | Taylor Fritz Grigor Dimitrov          | Jordan Thompson J. J. Wolf Ugo Humbert Frances Tiafoe            |
| 31 juli        | Washington Open Washington, USA ATP 500 Hard court – 2 013 940 $ – 48S/24Q/16D Singel – Dubbel            | Máximo González Andrés Molteni 6–7(4–7), 6–2, [10–6] | Mackenzie McDonald Ben Shelton       | Taylor Fritz Grigor Dimitrov          | Jordan Thompson J. J. Wolf Ugo Humbert Frances Tiafoe            |
| 31 juli        | Los Cabos Open Los Cabos, Mexiko ATP 250 Hard court – 852 480 $ – 28S/16Q/16D Singel – Dubbel             | Stefanos Tsitsipas 6–3, 6–4                          | Alex de Minaur                       | Borna Ćorić Dominik Koepfer           | Nicolás Jarry Ilja Ivasjka Tommy Paul Aleksandar Kovacevic       |
| 31 juli        | Los Cabos Open Los Cabos, Mexiko ATP 250 Hard court – 852 480 $ – 28S/16Q/16D Singel – Dubbel             | Santiago González Édouard Roger-Vasselin 6–4, 7–5    | Andrew Harris Dominik Koepfer        | Borna Ćorić Dominik Koepfer           | Nicolás Jarry Ilja Ivasjka Tommy Paul Aleksandar Kovacevic       |
| 31 juli        | Austrian Open Kitzbühel, Österrike ATP 250 Grus (röd) – 562 815 € – 28S/16Q/16D Singel – Dubbel           | Sebastián Báez 6–3, 6–1                              | Dominic Thiem                        | Tomás Martín Etcheverry Laslo Djere   | Daniel Elahi Galán Alex Molčan Pedro Cachin Arthur Rinderknech   |
| 31 juli        | Austrian Open Kitzbühel, Österrike ATP 250 Grus (röd) – 562 815 € – 28S/16Q/16D Singel – Dubbel           | Alexander Erler Lucas Miedler 6–4, 6–4               | Gonzalo Escobar Aleksandr Nedovyesov | Tomás Martín Etcheverry Laslo Djere   | Daniel Elahi Galán Alex Molčan Pedro Cachin Arthur Rinderknech   |

### Augusti
| Startdatum             | Turnering                                                                                                 | Mästare                                         | Tvåa                           | Semifinalister                         | Kvartsfinalister                                               |
| ---------------------- | --- | ----------------------------------------------- | ------------------------------ | -------------------------------------- | -------------------------------------------------------------- |
| 7 augusti              | Canadian Open Toronto, Kanada ATP Masters 1000 Hard court – 6 600 000 $ – 56S/28Q/28D Singel – Dubbel     | Jannik Sinner 6–4, 6–1                          | Alex de Minaur                 | Tommy Paul Alejandro Davidovich Fokina | Carlos Alcaraz Gaël Monfils Mackenzie McDonald Daniil Medvedev |
| 7 augusti              | Canadian Open Toronto, Kanada ATP Masters 1000 Hard court – 6 600 000 $ – 56S/28Q/28D Singel – Dubbel     | Marcelo Arévalo Jean-Julien Rojer 6–3, 6–1      | Rajeev Ram Joe Salisbury       | Tommy Paul Alejandro Davidovich Fokina | Carlos Alcaraz Gaël Monfils Mackenzie McDonald Daniil Medvedev |
| 14 augusti             | Cincinnati Open Mason, USA ATP Masters 1000 Hard court – 6 600 000 $ – 56S/28Q/28D Singel – Dubbel        | Novak Djokovic 5–7, 7–6(9–7), 7–6(7–4)          | Carlos Alcaraz                 | Hubert Hurkacz Alexander Zverev        | Max Purcell Alexei Popyrin Adrian Mannarino Taylor Fritz       |
| 14 augusti             | Cincinnati Open Mason, USA ATP Masters 1000 Hard court – 6 600 000 $ – 56S/28Q/28D Singel – Dubbel        | Máximo González Andrés Molteni 3–6, 6–1, [11–9] | Jamie Murray Michael Venus     | Hubert Hurkacz Alexander Zverev        | Max Purcell Alexei Popyrin Adrian Mannarino Taylor Fritz       |
| 21 augusti             | Winston-Salem Open Winston-Salem, USA ATP 250 Hard court – 760 930 $ – 48S/16Q/16D Singel – Dubbel        | Sebastián Báez 6–4, 6–3                         | Jiří Lehečka                   | Borna Ćorić Sebastian Korda            | Juan Manuel Cerúndolo Laslo Djere Richard Gasquet Max Purcell  |
| 21 augusti             | Winston-Salem Open Winston-Salem, USA ATP 250 Hard court – 760 930 $ – 48S/16Q/16D Singel – Dubbel        | Nathaniel Lammons Jackson Withrow 6–3, 6–4      | Lloyd Glasspool Neal Skupski   | Borna Ćorić Sebastian Korda            | Juan Manuel Cerúndolo Laslo Djere Richard Gasquet Max Purcell  |
| 28 augusti 4 september | US Open New York City, USA Grand Slam Hard court – 29 148 800 $ 128S/128Q/64D/32X Singel – Dubbel – Mixed | Novak Djokovic 6–3, 7–6(7–5), 6–3               | Daniil Medvedev                | Carlos Alcaraz Ben Shelton             | Alexander Zverev Andrej Rubljov Frances Tiafoe Taylor Fritz    |
| 28 augusti 4 september | US Open New York City, USA Grand Slam Hard court – 29 148 800 $ 128S/128Q/64D/32X Singel – Dubbel – Mixed | Rajeev Ram Joe Salisbury 2–6, 6–3, 6–4          | Rohan Bopanna Matthew Ebden    | Carlos Alcaraz Ben Shelton             | Alexander Zverev Andrej Rubljov Frances Tiafoe Taylor Fritz    |
| 28 augusti 4 september | US Open New York City, USA Grand Slam Hard court – 29 148 800 $ 128S/128Q/64D/32X Singel – Dubbel – Mixed | Anna Danilina Harri Heliövaara 6–3, 6–4         | Jessica Pegula Austin Krajicek | Carlos Alcaraz Ben Shelton             | Alexander Zverev Andrej Rubljov Frances Tiafoe Taylor Fritz    |

### September
| Startdatum   | Turnering | Mästare                                              | Tvåa                                     | Semifinalister                   | Kvartsfinalister                                                             |
| ------------ | --- | ---------------------------------------------------- | ---------------------------------------- | -------------------------------- | ---------------------------------------------------------------------------- |
| 11 september | Gruppspelet vid Davis Cup Bologna, Italien Manchester, Storbritannien Valencia, Spanien Split, Kroatien Hard court (i) – 16 lag | Kanada · Storbritannien · Tjeckien · Nederländerna   | Italien · Australien · Serbien · Finland |                                  |                                                                              |
| 18 september | Laver Cup Vancouver, Kanada Hard court (i) – 2 250 000 $                                                                        | Lag Övriga världen 13–2                              | Lag Europa                               |                                  |                                                                              |
| 18 september | Chengdu Open Chengdu, Kina ATP 250 Hard court – 1 152 805 $ – 28S/16Q/16D Singel – Dubbel                                       | Alexander Zverev 6–7(2–7), 7–6(7–5), 6–3             | Roman Safiullin                          | Grigor Dimitrov Lorenzo Musetti  | Miomir Kecmanović Christopher O'Connell Jordan Thompson Arthur Rinderknech   |
| 18 september | Chengdu Open Chengdu, Kina ATP 250 Hard court – 1 152 805 $ – 28S/16Q/16D Singel – Dubbel                                       | Sadio Doumbia Fabien Reboul 4–6, 7–5, [10–7]         | Francisco Cabral Rafael Matos            | Grigor Dimitrov Lorenzo Musetti  | Miomir Kecmanović Christopher O'Connell Jordan Thompson Arthur Rinderknech   |
| 18 september | Zhuhai Championships Zhuhai, Kina ATP 250 Hard court (i) – 981 785 $ – 28S/16Q/16D Singel – Dubbel                              | Karen Khachanov 7–6(7–2), 6–1                        | Yoshihito Nishioka                       | Sebastian Korda Aslan Karatsev   | Mackenzie McDonald Tomás Martín Etcheverry Jan-Lennard Struff Cameron Norrie |
| 18 september | Zhuhai Championships Zhuhai, Kina ATP 250 Hard court (i) – 981 785 $ – 28S/16Q/16D Singel – Dubbel                              | Jamie Murray Michael Venus 6–4, 6–4                  | Nathaniel Lammons Jackson Withrow        | Sebastian Korda Aslan Karatsev   | Mackenzie McDonald Tomás Martín Etcheverry Jan-Lennard Struff Cameron Norrie |
| 25 september | China Open Peking, Kina ATP 500 Hard court – 3 633 875 $ – 32S/16Q/16D Singel – Dubbel                                          | Jannik Sinner 7–6(7–2), 7–6(7–2)                     | Daniil Medvedev                          | Carlos Alcaraz Alexander Zverev  | Casper Ruud Grigor Dimitrov Nicolás Jarry Ugo Humbert                        |
| 25 september | China Open Peking, Kina ATP 500 Hard court – 3 633 875 $ – 32S/16Q/16D Singel – Dubbel                                          | Ivan Dodig Austin Krajicek 6–7(12–14), 6–3, [10–5]   | Wesley Koolhof Neal Skupski              | Carlos Alcaraz Alexander Zverev  | Casper Ruud Grigor Dimitrov Nicolás Jarry Ugo Humbert                        |
| 25 september | Astana Open Astana, Kazakstan ATP 250 Hard court (i) – 1 017 850 $ – 28S/16Q/16D Singel – Dubbel                                | Adrian Mannarino 4–6, 6–3, 6–2                       | Sebastian Korda                          | Hamad Medjedovic Sebastian Ofner | Tallon Griekspoor Jiří Lehečka Dominic Thiem Jurij Rodionov                  |
| 25 september | Astana Open Astana, Kazakstan ATP 250 Hard court (i) – 1 017 850 $ – 28S/16Q/16D Singel – Dubbel                                | Nathaniel Lammons Jackson Withrow 7–6(7–4), 7–6(9–7) | Mate Pavić John Peers                    | Hamad Medjedovic Sebastian Ofner | Tallon Griekspoor Jiří Lehečka Dominic Thiem Jurij Rodionov                  |

### Oktober
| Startdatum          | Turnering                                                                                                   | Mästare                                                              | Tvåa                              | Semifinalister                         | Kvartsfinalister                                                                |
| ------------------- | --- | -------------------------------------------------------------------- | --------------------------------- | -------------------------------------- | ------------------------------------------------------------------------------- |
| 2 oktober 9 oktober | Shanghai Masters Shanghai, Kina ATP Masters 1000 Hard court – 8 800 000 $ – 96S/48Q/32D Singel – Dubbel     | Hubert Hurkacz 6–3, 3–6, 7–6(10–8)                                   | Andrej Rubljov                    | Grigor Dimitrov Sebastian Korda        | Nicolás Jarry Ugo Humbert Fábián Marozsán Ben Shelton                           |
| 2 oktober 9 oktober | Shanghai Masters Shanghai, Kina ATP Masters 1000 Hard court – 8 800 000 $ – 96S/48Q/32D Singel – Dubbel     | Marcel Granollers Horacio Zeballos 5–7, 6–2, [10–7]                  | Rohan Bopanna Matthew Ebden       | Grigor Dimitrov Sebastian Korda        | Nicolás Jarry Ugo Humbert Fábián Marozsán Ben Shelton                           |
| 16 oktober          | Japan Open Tokyo, Japan ATP 500 Hard court – 2 013 940 $ – 32S/16Q/16D Singel – Dubbel                      | Ben Shelton 7–5, 6–1                                                 | Aslan Karatsev                    | Shintaro Mochizuki Marcos Giron        | Alexei Popyrin Alex de Minaur Tommy Paul Félix Auger-Aliassime                  |
| 16 oktober          | Japan Open Tokyo, Japan ATP 500 Hard court – 2 013 940 $ – 32S/16Q/16D Singel – Dubbel                      | Rinky Hijikata Max Purcell 6–4, 6–1                                  | Jamie Murray Michael Venus        | Shintaro Mochizuki Marcos Giron        | Alexei Popyrin Alex de Minaur Tommy Paul Félix Auger-Aliassime                  |
| 16 oktober          | European Open Antwerpen, Belgien ATP 250 Hard court (i) – 673 630 € – 28S/16Q/16D Singel – Dubbel           | Alexander Bublik 6–4, 6–4                                            | Arthur Fils                       | Stefanos Tsitsipas Maximilian Marterer | Yannick Hanfmann Juan Pablo Varillas Giovanni Mpetshi Perricard Hugo Gaston     |
| 16 oktober          | European Open Antwerpen, Belgien ATP 250 Hard court (i) – 673 630 € – 28S/16Q/16D Singel – Dubbel           | Petros Tsitsipas Stefanos Tsitsipas 6–7(5–7), 6–4, [10–8]            | Ariel Behar Adam Pavlásek         | Stefanos Tsitsipas Maximilian Marterer | Yannick Hanfmann Juan Pablo Varillas Giovanni Mpetshi Perricard Hugo Gaston     |
| 16 oktober          | Stockholm Open Stockholm, Sverige ATP 250 Hard court (i) – 673 630 € – 28S/16Q/16D Singel – Dubbel          | Gaël Monfils 4–6, 7–6(8–6), 6–3                                      | Pavel Kotov                       | Miomir Kecmanović Laslo Djere          | Elias Ymer Tallon Griekspoor Tomáš Macháč Adrian Mannarino                      |
| 16 oktober          | Stockholm Open Stockholm, Sverige ATP 250 Hard court (i) – 673 630 € – 28S/16Q/16D Singel – Dubbel          | Andrey Golubev Denys Molchanov 7–6(10–8), 6–2                        | Yuki Bhambri Julian Cash          | Miomir Kecmanović Laslo Djere          | Elias Ymer Tallon Griekspoor Tomáš Macháč Adrian Mannarino                      |
| 23 oktober          | Swiss Indoors Basel, Schweiz ATP 500 Hard court (i) – 2 196 000 € – 32S/16Q/16D Singel – Dubbel             | Félix Auger-Aliassime 7–6(7–3), 7–6(7–5)                             | Hubert Hurkacz                    | Holger Rune Ugo Humbert                | Tomás Martín Etcheverry Aleksandr Sjevtjenko Tallon Griekspoor Dominic Stricker |
| 23 oktober          | Swiss Indoors Basel, Schweiz ATP 500 Hard court (i) – 2 196 000 € – 32S/16Q/16D Singel – Dubbel             | Santiago González Édouard Roger-Vasselin 6–7(8–10), 7–6(7–3), [10–1] | Hugo Nys Jan Zieliński            | Holger Rune Ugo Humbert                | Tomás Martín Etcheverry Aleksandr Sjevtjenko Tallon Griekspoor Dominic Stricker |
| 23 oktober          | Vienna Open Wien, Österrike ATP 500 Hard court (i) – 2 409 835 € – 32S/16Q/16D Singel – Dubbel              | Jannik Sinner 7–6(9–7), 4–6, 6–3                                     | Daniil Medvedev                   | Stefanos Tsitsipas Andrej Rubljov      | Karen Khachanov Borna Gojo Alexander Zverev Frances Tiafoe                      |
| 23 oktober          | Vienna Open Wien, Österrike ATP 500 Hard court (i) – 2 409 835 € – 32S/16Q/16D Singel – Dubbel              | Rajeev Ram Joe Salisbury 6–4, 5–7, [12–10]                           | Nathaniel Lammons Jackson Withrow | Stefanos Tsitsipas Andrej Rubljov      | Karen Khachanov Borna Gojo Alexander Zverev Frances Tiafoe                      |
| 30 oktober          | Paris Masters Paris, Frankrike ATP Masters 1000 Hard court (i) – 5 779 335 € – 56S/28Q/24D Singles – Dubbel | Novak Djokovic 6–4, 6–3                                              | Grigor Dimitrov                   | Andrej Rubljov Stefanos Tsitsipas      | Holger Rune Alex de Minaur Hubert Hurkacz Karen Khachanov                       |
| 30 oktober          | Paris Masters Paris, Frankrike ATP Masters 1000 Hard court (i) – 5 779 335 € – 56S/28Q/24D Singles – Dubbel | Santiago González Édouard Roger-Vasselin 6–2, 5–7, [10–7]            | Rohan Bopanna Matthew Ebden       | Andrej Rubljov Stefanos Tsitsipas      | Holger Rune Alex de Minaur Hubert Hurkacz Karen Khachanov                       |

### November
| Startdatum  | Turnering | Mästare                                                | Tvåa                               | Semifinalister                      | Kvartsfinalister                                                                        |
| ----------- | --- | ------------------------------------------------------ | ---------------------------------- | ----------------------------------- | --------------------------------------------------------------------------------------- |
| 6 november  | Moselle Open Metz, Frankrike ATP 250 Hard court (i) – 562 815 € – 28S/16Q/16D Singel – Dubbel                                | Ugo Humbert 6–3, 6–3                                   | Aleksandr Sjevtjenko               | Fabio Fognini Pierre-Hugues Herbert | Lorenzo Sonego Harold Mayot Karen Khachanov Luca Van Assche                             |
| 6 november  | Hugo Nys Jan Zieliński 6–4, 6–4                                                                                              | Constantin Frantzen Hendrik Jebens                     |                                    | Fabio Fognini Pierre-Hugues Herbert | Lorenzo Sonego Harold Mayot Karen Khachanov Luca Van Assche                             |
| 6 november  | Sofia Open Sofia, Bulgarien ATP 250 Hard court (i) – 562 815 € – 28S/16Q/16D Singel – Dubbel                                 | Adrian Mannarino 7–6(8–6), 2–6, 6–3                    | Jack Draper                        | Jan-Lennard Struff Pavel Kotov      | Cem İlkel Fábián Marozsán Márton Fucsovics Sebastian Ofner                              |
| 6 november  | Sofia Open Sofia, Bulgarien ATP 250 Hard court (i) – 562 815 € – 28S/16Q/16D Singel – Dubbel                                 | Gonzalo Escobar Aleksandr Nedovyesov 6–3, 3–6, [13–11] | Julian Cash Nikola Mektić          | Jan-Lennard Struff Pavel Kotov      | Cem İlkel Fábián Marozsán Márton Fucsovics Sebastian Ofner                              |
| 13 november | ATP-slutspelet Turin, Italien ATP Finals Hard court (i) – 15 000 000 $ – 8S/8D (gruppspel) Singel – Dubbel                   | Novak Djokovic 6–3, 6–3                                | Jannik Sinner                      | Daniil Medvedev Carlos Alcaraz      | Gruppspel Holger Rune Hubert Hurkacz Stefanos Tsitsipas Alexander Zverev Andrej Rubljov |
| 13 november | ATP-slutspelet Turin, Italien ATP Finals Hard court (i) – 15 000 000 $ – 8S/8D (gruppspel) Singel – Dubbel                   | Rajeev Ram Joe Salisbury 6–3, 6–4                      | Marcel Granollers Horacio Zeballos | Daniil Medvedev Carlos Alcaraz      | Gruppspel Holger Rune Hubert Hurkacz Stefanos Tsitsipas Alexander Zverev Andrej Rubljov |
| 20 november | Slutspelet vid Davis Cup Málaga, Spanien Hard court (i)                                                                      | Italien · 2–0                                          | Australien                         | Finland · Serbien                   | Kanada · Tjeckien · Nederländerna · Storbritannien                                      |
| 27 november | Next Gen ATP-slutspelet Jeddah, Saudiarabien Next Generation ATP Finals Hard court (i) – 2 000 000 $ – 8S (gruppspel) Singel | Hamad Medjedovic 3–4(6–8), 4–1, 4–2, 3–4(9–11), 4–1    | Arthur Fils                        | Luca Van Assche Dominic Stricker    | Gruppspel Flavio Cobolli Luca Nardi Abdullah Shelbayh Alex Michelsen                    |

### Inställda turneringar
| Veckan     | Turnering                                           | Status                                                           |
| ---------- | --------------------------------------------------- | ---------------------------------------------------------------- |
| 16 oktober | Kremlin Cup Moskva, Ryssland ATP 250 Hard court (i) | Inställd på grund av Rysslands invasion av Ukraina               |
| 6 november | Tel Aviv Open Tel Aviv, Israel ATP 250 Hard court   | Inställd på grund av det pågående kriget mellan Hamas och Israel |